# لوچ سومو
لوچ سومو (Schistura balteata) گونه‌ای از پرتوبالگان از تیره لوچ‌ماهیان است که در نهرهای تپه‌ای که از کوه مینمولتکات تائونگ در تانینتاریی در جنوب میانمار سرچشمه می‌گیرد، که در غرب تایلند نیز ثبت شده است،یافت می‌شود. این گونه در تجارت آکواریوم یافت می‌شود. نام خاص آن از کلمه لاتین balteatus گرفته شده است که به الگوی رنگ این گونه اشاره دارد.